# 长沙汀庙
长沙汀庙位于中国浙江省宁波市北仑区白峰街道下阳村上王东141号，清朝建筑，建于康熙二十一年（1682年），建筑坐北朝南偏东，为四合院式，建筑原有门厅、戏台、正殿、厢房，现存门厅、正殿，1952年至1966年为上王小学校舍，2011年4月21日公布为北仑区文物保护单位。